# Joseph Pitty Couthouy
Joseph Pitty Couthouy (6 janvier 1808 - 4 avril 1864) est un officier de marine américain, conchyliologue et paléontologue spécialisé dans les invertébrés. Né à Boston, Massachusetts, il entre à l'école latine de Boston en 1820. Il épouse Mary Greenwood Wild le 9 mars 1832.

## Travaux
Couthouy demande au président des États-Unis d'Amérique Andrew Jackson un poste au sein du corps scientifique de l'expédition d'exploration de 1838 de la marine américaine.
Il commence à naviguer à bord du USS Vincennes avec une expédition américaine pour l'océan Pacifique le 18 août 1838, mais est envoyé aux îles Sandwich pour un congé de maladie.
Bien qu'il ait méticuleusement étiqueté tous ses spécimens de l'expédition, Dall raconte comment « les autorités de Washington avaient nommé un homme vénéré qui ne connaissait rien à la science, avec un gros salaire, pour déballer et prendre soin des spécimens envoyés par l'expédition.» Ce monsieur a ensuite séparé les spécimens des étiquettes, rendant ainsi beaucoup de ceux-ci inutiles. Couthouy retourna à Washington et essaya de travailler ce qu'il pouvait de la collection et fut alors informé que son salaire devait être réduit de quarante-quatre pour cent. Il est ensuite retourné à sa profession de maître dans la marine marchande, visitant l'Amérique du Sud et le Pacifique.
En 1854, il prend le commandement d'une expédition dans la baie de Cumaná, où il passe trois années sans succès à la recherche de l'épave du navire contenant un trésor espagnol (le San Pedro) perdu au début du siècle.
Bon linguiste, il parlait couramment l'espagnol, le français, l'italien et le portugais, et maîtrisait plusieurs dialectes utilisés dans les îles du Pacifique.
Au cours de la guerre civile américaine, Couthouy reçut l'ordre de commander l'USS Columbia le 31 décembre 1862, navire qui fut détruit, et Couthouy fut fait prisonnier. Plus tard, il a commandé l'USS Osage.
Enfin, il a commandé l'USS Chillicothe pendant la campagne de la rivière Rouge. Le 2 avril 1864, il fut abattu par un sniper au large de la Louisiane et mourut le 4.